# Zmeura de Aur pentru cea mai proastă coloană sonoră
Zmeura de Aur pentru cea mai proastă coloană sonoră (engleză: Golden Raspberry Award for Worst Musical Score) este acordat anual pentru cea mai proastă coloană sonoră a unui film lansat anul anterior. În continuare este prezentată o listă a nominalizărilor și a filmelor care au câștigat acest premiu. A fost acordat în 1981 și între 1983 - 1985.

## Anii 1980
- 1981: The Legend of the Lone Ranger - muzică de John Barry
  - Heaven's Gate -  muzică de David Mansfield
  - Thief - muzică de Tangerine Dream
  - Under the Rainbow - muzică de Joe Renzetti
  - Zorro, The Gay Blade - muzică de Ian Fraser
- 1982: The Pirate Movie - muzică de Kit Hain
  - Butterfly - muzică de Ennio Morricone
  - Death Wish II - muzică de Jimmy Page
  - Monsignor - muzică de John Williams
  - Creatura - muzică de Ennio Morricone

- 1983: The Lonely Lady - muzică de Charles Calello cu Jeff Harrington, J. Pennig și Roger Voudouris
  - Querelle - muzică de Peer Raben
  - Superman III - coloană sonoră adaptată și dirijată de Giorgio Moroder
  - Yentl - muzică de Michel Legrand, muzică de Alan Bergman și Marilyn Bergman (și câștigător de Oscar)
  - Il mondo di Yor - muzică de John Scott și Guido De Angelis & Maurizio De Angelis

- 1984: Bolero - muzică de Peter Bernstein, love scenes scored by Elmer Bernstein
  - Metropolis (versiune reeditată) și Thief of Hearts - muzică de Giorgio Moroder
  - Rhinestone - muzică originală și versuri de Dolly Parton, muzică  adaptată și dirijată de Mike Post
  - Sheena - muzică de Richard Hartley
  - Where the Boys Are '84 - original muzică de Sylvester Levay

- 1985: Rocky IV - muzică compusă de Vince DiCola
  - Fever Pitch - muzică de Thomas Dolby
  - King Solomon's Mines - muzică de Jerry Goldsmith
  - Revoluție - muzică de John Corigliano
  - Turk 182 - muzică de Paul Zaza

## Legături externe
- Golden Raspberry official website
- Razzie Awards page on the Internet Movie Database

Format:Zmeura de Aur pentru cea mai proastă refacere sau continuare a unui film